# كلارنس س. ويلي
كلارنس س. ويلي (بالإنجليزية: Clarence C. Wiley)‏ هو ملحن وصيدلي أمريكي، ولد في 25 أكتوبر 1883 في بلايري في الولايات المتحدة، وتوفي في 2 مارس 1908 في مقاطعة كيوكوك في الولايات المتحدة.